# Álvaro Fernández Llorente
Álvaro Fernández Llorente (Arnedo, 13 aprile 1998) è un calciatore spagnolo, portiere del Siviglia.

## Carriera

### Club
Cresciuto nel settore giovanile dell'Osasuna, ha esordito in prima squadra il 25 settembre 2016 sostituendo l'infortunato Mario Fernández nel secondo tempo dell'incontro di Primera División perso 3-1 contro il Villarreal. L'11 giugno 2017 è stato acquistato dal Monaco con cui ha sottoscritto un accordo triennale. Utilizzato solamente con la squadra riserve, al termine della stagione è stato ceduto in prestito all'Extremadura UD con cui ha disputato 17 incontri nella seconda divisione spagnola.
Il 29 giugno 2019 è stato ceduto a titolo definitivo all'Huesca.
Il 17 agosto 2021 viene ceduto in prestito al Brentford, dove scende in campo maggiormente ad inizio stagione.

### Nazionale
L'8 giugno 2021 debutta con la nazionale maggiore spagnola nell'amichevole vinta 4-0 contro la Lituania, diventando il primo calciatore nella storia dell'Huesca a giocare con la roja.

## Statistiche

### Presenze e reti nei club
Statistiche aggiornate al 13 febbraio 2023.
| Stagione        | Squadra         | Campionato      | Campionato | Campionato | Coppe nazionali | Coppe nazionali | Coppe nazionali | Coppe continentali | Coppe continentali | Coppe continentali | Altre coppe | Altre coppe | Altre coppe | Totale | Totale |
| Stagione        | Squadra         | Comp            | Pres       | Reti       | Comp            | Pres            | Reti            | Comp               | Pres               | Reti               | Comp        | Pres        | Reti        | Pres   | Reti   |
| --------------- | --------------- | --------------- | ---------- | ---------- | --------------- | --------------- | --------------- | ------------------ | ------------------ | ------------------ | ----------- | ----------- | ----------- | ------ | ------ |
| 2016-2017       | Osasuna B       | SDB             | 19         | -31        | -               | -               | -               | -                  | -                  | -                  | -           | -           | -           | 19     | -31    |
| 2016-2017       | Osasuna         | PD              | 1          | 0          | CR              | 0               | 0               | -                  | -                  | -                  | -           | -           | -           | 1      | 0      |
| 2017-2018       | Monaco 2        | CN2             | 11         | -11        | -               | -               | -               | -                  | -                  | -                  | -           | -           | -           | 1      | 0      |
| 2018-2019       | Extremadura UD  | SD              | 17         | -20        | CR              | 1               | -1              | -                  | -                  | -                  | -           | -           | -           | 18     | -21    |
| 2019-2020       | Huesca          | SD              | 36         | -35        | CR              | 0               | 0               | -                  | -                  | -                  | -           | -           | -           | 36     | -35    |
| 2020-2021       | Huesca          | SD              | 22         | -32        | CR              | 0               | 0               | -                  | -                  | -                  | -           | -           | -           | 22     | -32    |
| Totale Huesca   | Totale Huesca   | Totale Huesca   | 58         | -67        |                 | 0               | 0               |                    | -                  | -                  |             | -           | -           | 58     | -67    |
| 2021-2022       | Brentford       | PL              | 12         | -24        | FACup+CdL       | 0+4             | 0+-4            | -                  | -                  | -                  | -           | -           | -           | 16     | -28    |
| 2022-2023       | Espanyol        | SD              | 11         | -18        | CR              | 1               | 0               | -                  | -                  | -                  | -           | -           | -           | 12     | -18    |
| Totale carriera | Totale carriera | Totale carriera | 129        | -171       |                 | 6               | -5              |                    | -                  | -                  |             | -           | -           | 135    | -176   |

### Cronologia presenze e reti in nazionale
| Cronologia completa delle presenze e delle reti in nazionale ― Spagna | Cronologia completa delle presenze e delle reti in nazionale ― Spagna | Cronologia completa delle presenze e delle reti in nazionale ― Spagna | Cronologia completa delle presenze e delle reti in nazionale ― Spagna | Cronologia completa delle presenze e delle reti in nazionale ― Spagna | Cronologia completa delle presenze e delle reti in nazionale ― Spagna | Cronologia completa delle presenze e delle reti in nazionale ― Spagna | Cronologia completa delle presenze e delle reti in nazionale ― Spagna |
| Data                                                                  | Città                                                                 | In casa                                                               | Risultato                                                             | Ospiti                                                                | Competizione                                                          | Reti                                                                  | Note                                                                  |
| --------------------------------------------------------------------- | --------------------------------------------------------------------- | --------------------------------------------------------------------- | --------------------------------------------------------------------- | --------------------------------------------------------------------- | --------------------------------------------------------------------- | --------------------------------------------------------------------- | --------------------------------------------------------------------- |
| 8-6-2021                                                              | Leganés                                                               | Spagna                                                                | 4 – 0                                                                 | Lituania                                                              | Amichevole                                                            | -                                                                     | 68’                                                                   |
| Totale                                                                |                                                                       | Presenze                                                              | 1                                                                     |                                                                       | Reti                                                                  | 0                                                                     |                                                                       |

## Palmarès

### Club

#### Competizioni nazionali
- Segunda División: 1

Huesca: 2019-2020

### Nazionale

#### Competizioni maggiori
- Argento olimpico: 1

Tokyo 2020